# Athena (Oregon)
Athena è un comune (city) degli Stati Uniti d'America della contea di Umatilla nello Stato dell'Oregon. La popolazione era di 1,126 persone al censimento del 2010. Fa parte dell'area micropolitana di Pendleton-Hermiston.

## Geografia fisica
Secondo lo United States Census Bureau, ha un'area totale di 0,57 miglia quadrate (1,48 km²).

## Storia
Athena si trova a metà strada tra Pendleton, Oregon, e Walla Walla, Washington, e in origine era chiamata Centerville. Tuttavia, alcune persone pensavano che ci si poteva confondere un'altra città in Oregon che si chiama Centerville, nella contea di Washington, e lo stato di Washington possiede un Centerville, nella contea di Klickitat. Nel 1889, i funzionari del governo locale chiesero alla preside della scuola di Centerville, D. W. Jarvis, di raccomandare un nome diverso. Ha scelto Atena (Athena in inglese), la dea greca della sapienza, delle arti, della tessitura e della strategia militare, e alla fine la città prese il nome dalla dea.
Centerville ha avuto il suo primo ufficio postale l'11 ottobre 1878. Il primo direttore postale fu William T. Cook. Il nome dell'ufficio postale venne cambiato in Athena il 16 maggio 1889.

## Società

### Evoluzione demografica
Secondo il censimento del 2010, c'erano 1,126 persone.

### Etnie e minoranze straniere
Secondo il censimento del 2010, la composizione etnica della città era formata dal 91,4% di bianchi, lo 0,4% di afroamericani, il 3,0% di nativi americani, lo 0,4% di asiatici, lo 0% di oceanici, il 2,8% di altre razze, e il 2,0% di due o più etnie. Ispanici o latinos di qualunque razza erano il 4,5% della popolazione.